# تاریخچه جنگل‌های اروپای مرکزی

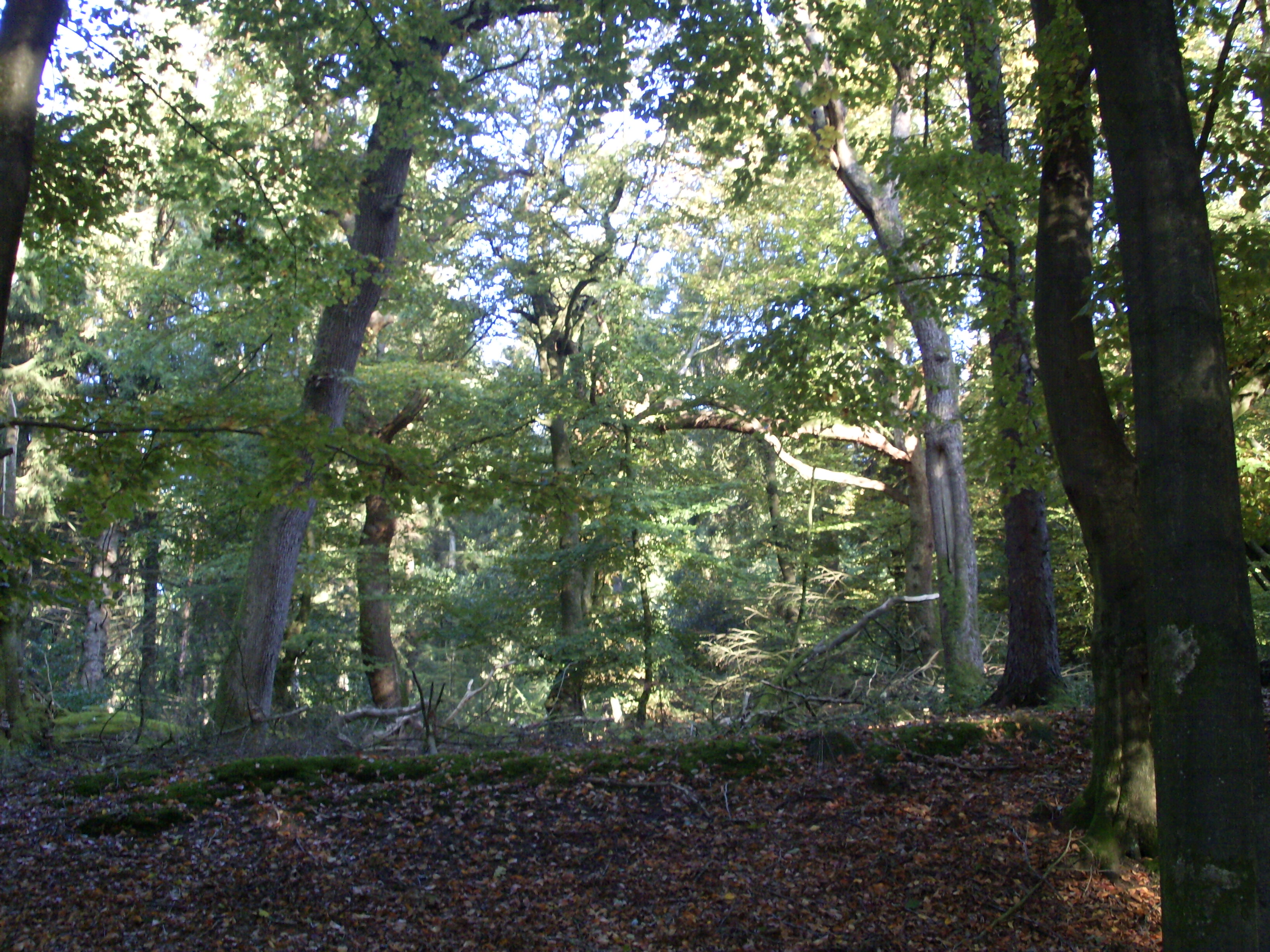
جنگل هندویتر در شلسویگ-هولشتاین، آلمان شمالی

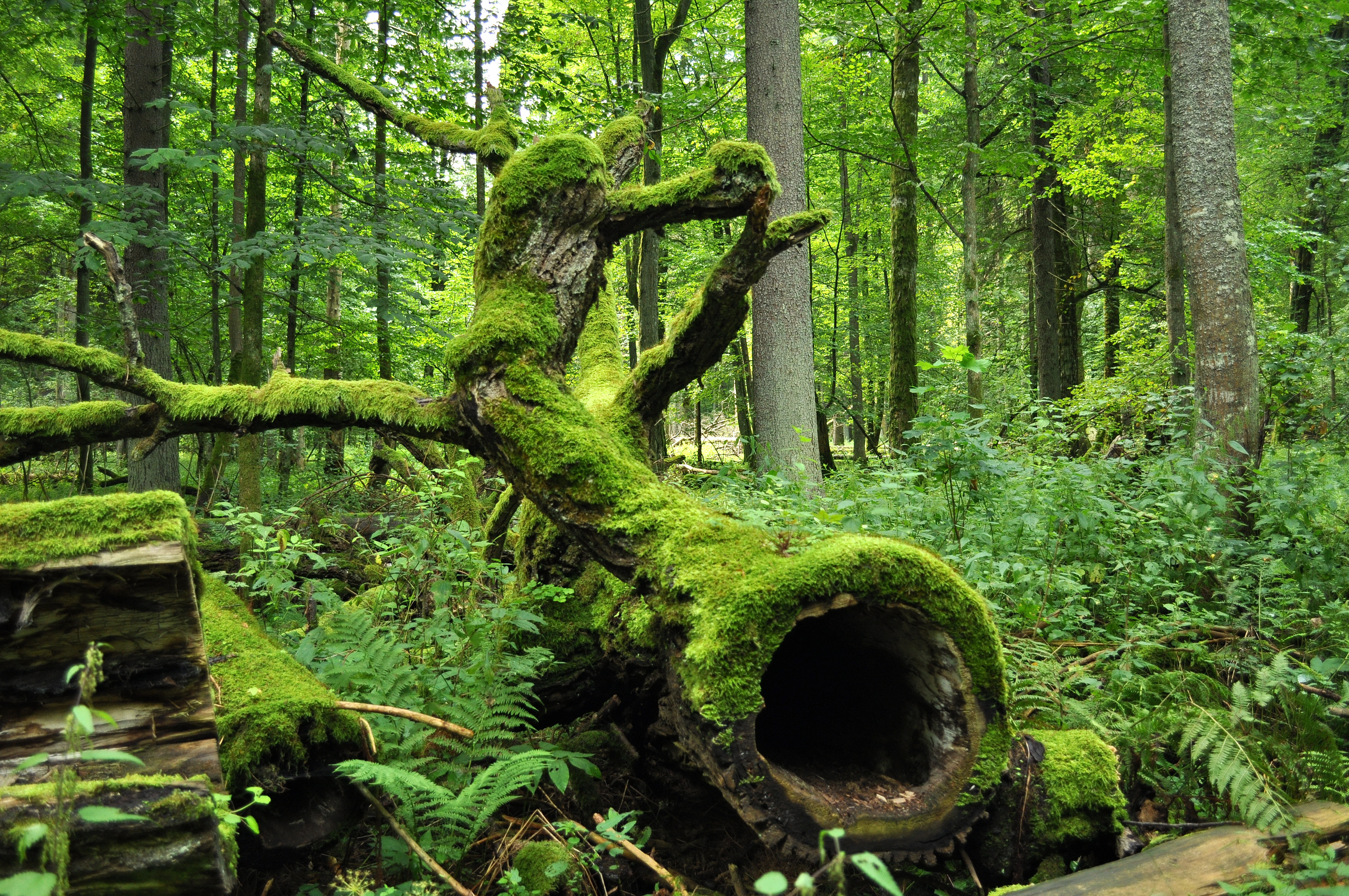
جنگل بیاوویسکا، لهستان

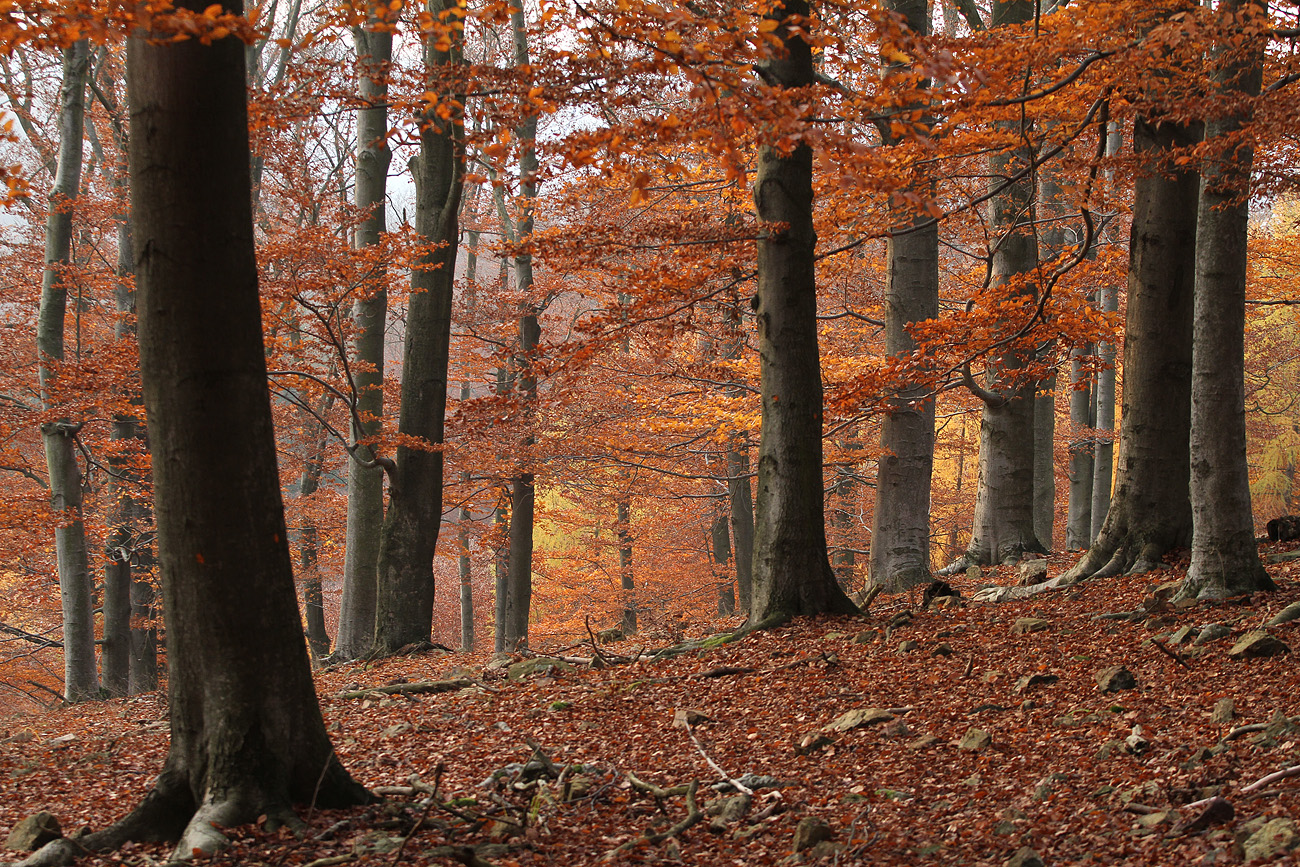
جنگل کریووکلاتسکو پروتتستد لاندستساپه ارا در مرکز بوهم، جمهوری چک

تاریخچه جنگل‌های اروپای مرکزی تاریخچه جنگل‌های اروپای مرکزی با هزاران سال بهره‌برداری انسانی از این منابع طبیعی شناخته می‌شود. از این رو، لازم است میان دو جنبه متمایز تفاوت قائل شویم:
نخست، تاریخ طبیعی و گیاه‌شناسی جنگل‌ها در دوره‌های پیش‌تاریخی و پیش‌ابتدایی که عمدتاً در حوزه‌های تاریخ طبیعی و دیرین‌گیاه‌شناسی قرار می‌گیرد؛ و دوم، آغاز دوره استقرار جوامع ساکن و بهره‌برداری انسان‌ها از جنگل‌ها که دست‌کم از دوران نوسنگی در اروپای مرکزی آغاز شده است و موضوع مطالعات رشته‌هایی مانند تاریخ، باستان‌شناسی، مطالعات فرهنگی و بوم‌شناسی است.
این تمایز کمک می‌کند تا روند تغییرات جنگل‌ها و تعامل انسان با طبیعت در طول تاریخ به‌طور دقیق‌تر و جامع‌تر بررسی شود.
اصطلاح اروپای مرکزی عموماً از نظر جغرافیایی و بوم‌شناختی برای توصیف منطقه‌ای که تقریباً بین دریای شمال، آلپ، دریای بالتیک و دریای سیاه قرار دارد، استفاده می‌شود.

## نمای کلی
فعالیت‌های انسانی تاریخی و معاصر تأثیر عمیقی بر ترکیب و ساختار جنگل‌های منطقه پرجمعیت اروپای مرکزی داشته است. جنگل‌های باقی‌مانده در اروپای مرکزی امروز به‌طور کلی به‌عنوان جنگل کهن‌رشد شناخته نمی‌شوند، بلکه بیشتر به‌عنوان چشم‌انداز فرهنگیمحسوب می‌شوند که در طول هزاران سال شکل گرفته‌اند و تقریباً به‌طور کامل ازجامعه گیاهی تشکیل شده‌اند. قدیمی‌ترین شواهد تعامل انسان با جنگل در اروپای مرکزی به استفاده از تیشه مشتیحدود ۵۰۰ هزار سال پیش برمی‌گردد. هرچند برآورد میزان تأثیر انسان و وضعیت طبیعی اولیه جنگل‌ها از آن زمان بسیار دشوار است. اعتقاد بر این است که در دوران یخبندان‌های پیشین و در جریان عصر یخبندان جاری، اروپای مرکزی عمدتاً فاقد جنگل بوده است. پس از پایان آخرین عصریخبندان، یعنی در دوره‌ای که جنگل‌ها به‌طور طبیعی دوباره ظاهر شدند (یخبندان وورم، حدود ۱۱۷۰۰ سال قبل از میلاد)، انسان‌ها به تدریج نقش خود را در تغییر پوشش گیاهی بالقوه طبیعی ایفا کردند. کشاورزان ساکن و انقلاب نوسنگی سفال‌های خطی که حدود ۷۵۰۰ سال پیش زندگی می‌کردند، آغازگر تغییرات گسترده‌ای در چشم‌انداز جنگلی این منطقه شدند. این تغییرات نمادی از ورود انسان به مرحله‌ای جدید در تعامل با محیط طبیعی و شروع شکل‌گیری مناظر فرهنگی جنگلی است.
به دلیل ساختارهای فئودالی، قدرت و مالکیت جنگل‌ها برای قرن‌های متمادی به هیچ وجه مشخص نبود، که منجر به بهره‌برداری بی‌رویه از آنها شد. در نتیجه، در طول دوره ۱۷۵۰ تا ۱۸۵۰ جنگل‌های اروپای مرکزی به شدت تخریب شدند و کمبود جدی چوب را به همراه داشتند. برخی گزارش‌های معاصر حتی تا حدودی از مناظر بیابانی مانند آن زمان صحبت می‌کردند.
در اواخر قرن نوزدهم و بیستم، حجم عظیمی از جنگل‌کاری مصنوعی انجام شد.
جوامع جنگلی امروزی در اروپای مرکزی تحت تأثیر سودمندی گونه‌های درختی منفرد قرار دارند. جدا از تعداد کمی از بقایای «جنگل‌های تقریباً طبیعی»، اکثریت قریب به اتفاق جنگل‌های امروزی اروپای مرکزی یا جنگل‌های مصنوعی هستند یا ترکیب فعلی آنها در نتیجه دخالت فعال یا غیرفعال انسان پدید آمده است. تاکنون رایج‌ترین آنها جنگل‌های چوب تجاری هستند که ممکن است کم و بیش شبیه به جنگل‌های طبیعی باشند، با راش و بلوط، صنوبر و کاج. «جنگل‌های باستانی» در اروپای مرکزی به معدود توده‌های باقی‌مانده اشاره دارد که نه در حال حاضر برای جنگلداری استفاده می‌شوند و نه در دوران تاریخی مورد بهره‌برداری قرار گرفته‌اند.

## مرور تاریخی
- تأثیر عصر یخبندان
- اثرات انقلاب نوسنگی
- دوره سکونت روم باستان
  - جنگل‌ها در ژرمانیا
  - جنگل‌ها در ژرمانیا تحت اشغال روم
  - جنگل‌ها در طول دوره مهاجرت دسته‌جمعی
- توسعه جنگل در قرون وسطی - کاربردهای پیش از صنعتی شدن، تخریب، اولین کاربردهای تنظیم‌شده
  - امتیازات سلطنتی در استفاده از جنگل‌ها از طریق قانون‌گذاری در مورد جنگل‌های وحشی وضع شده است
  - استفاده مشترک از جنگل‌ها توسط شهرک‌های مجاور مانند شهرک‌های اطراف مارکوالد
  - جنگل سلطنتی نورنبرگ (رایشسوالد) (در اوایل قرون وسطی، صنعت کاج را در اواخر قرن پانزدهم تحت نظارت داشت؟)، و پیش از آن، برش گزینشی را در جنوب غربی آلمان و به ویژه در سوئیس تحت نظارت داشت؟
  - اثرات استفاده از جنگل‌ها در دوران پیشاصنعتی (نمک‌پاشی، سوزاندن زغال، ساخت‌وساز دریایی، ...)
  - اشکال تاریخی استفاده از کشاورزی (جمع‌آوری برگ و سوزن کاج برای کاه حیوانات، جنگل مرتعی - مدت‌ها پس از قرون وسطی ادامه یافت، اگرچه از نظر مساحت تا قرن بیستم دیگر اهمیتی نداشت)
- توسعه جنگل از پایان جنگ سی ساله تا به امروز
  - عصر یخبندان کوچک، قرن‌های ۱۵ تا ۱۹، دوره‌ای از هوای سرد که بر رشد و مصرف چوب تأثیر گذاشت، که در اوایل قرن ۱۹ قرن به کمبود شدید چوب منجر شد
  - جنگ سی ساله - بهبود کاهش جمعیت
  - اثرات استفاده از جنگل‌های پیشاصنعتی (معدنکاری، گدازگری، کارخانه‌های نمک، سوزاندن زغال چوب، دامداری )) (بهره‌برداری، حمل الوار از جنگل سیاه، مقداری به لندن)، ساخت و ساز دریایی (در نبرد ترافالگار جنگل‌های بلوط عظیمی از بین رفتند)، ...)
  - کمبود چوب (هولزنوت)
  - توسعه جنگلداری از سال ۱۷۰۰ میلادی:
  - صنعتی شدن: جایگزینی زغال چوب با زغال قهوه‌ای، زغال سنگ، نفت خام
  - کشف کودها
  - خشکیدگی جنگلی یا والدستربن